# Єврейський музей (Нью-Йорк)

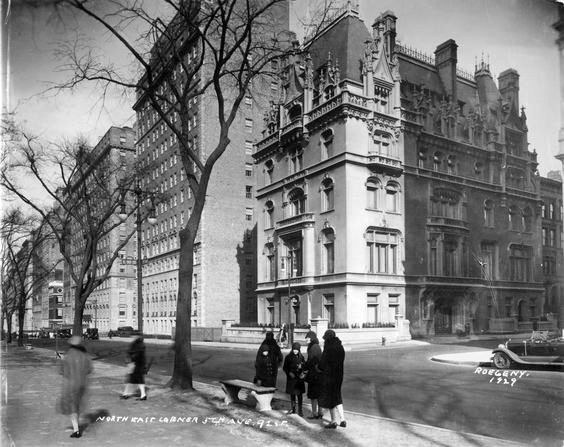
Вільям Роег. Будинок Варбурга (1929)

Єврейський музей (Нью-Йорк) (англ. Jewish Museum) — музей єврейського мистецтва, історії та культури в Нью-Йорку, найбільший єврейський музей у США.

## Місце розташування
Єврейський музей в Нью-Йорку знаходиться на Музейній милі у Мангеттені, у кварталі Карнегі-Хілл на Верхньому Іст-Сайді. Музей розміщений у будівлі 1109 на П'ятій авеню.

## Історія
Датою заснування Єврейського музею вважається 20 січня 1904 року, коли суддя Маєр Зульцбергер передав в дар Єврейській теологічній семінарії колекцію з 26 предметів мистецтва, які належать до єврейської культурної традиції. 1931 року зібрання було переведено на Бродвей, у будівлю на 122-й вулиці, де був в окремому приміщенні створений «Музей єврейських церемоніальних предметів». Завдяки фінансуванню меценатів єврейського походження первісна колекція була значно розширена. У січні 1944 року Фріда Варбург, вдова відомого філантропа Фелікса Варбурга, який помер у 1937 році, передає їх сімейний будинок для постійної експозиції Єврейського музею, який вперше прийняв відвідувачів у травні 1947 року.
Будівлю музею було збудовано за проєктом архітектора Кесса Гілберта у 1908 році. Фасад його містить елементи французької готики. У 1963 році була зроблена прибудова в модерністському стилі; у 1989 вона була знесена та замінена на іншу, яка зведена за проєктом Кевіна Роча та більше відповідає стилю основної будівлі. Її відкриття у 1993 році дало змогу вдвічі збільшити виставкові площі музею.

## Колекція

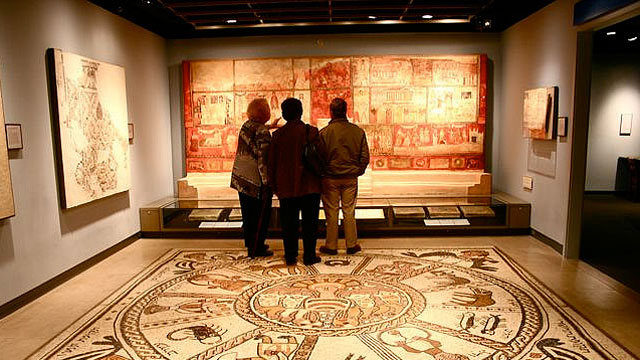
Інтер'єр музею

Музейне зібрання містить більш ніж 26 тисяч предметів зберігання і відповідно є найбільшою колекцією світу в галузі єврейської культури. Основною темою експонатів, які представлені, є відображення єврейської історії й культури, в тому числі, новітнього часу та сучасності. Це, в першу чергу, картини, скульптури, археологічні знахідки, предмети культу, монети, етнографічні колекції, преса та інше. Зібрання має мету прослідкувати й передати відвідувачу ідею про спадкоємність єврейської духовної традиції з глибокої давнини й до наших днів, про культурну єдність представників цього народу, які проживають в різних кінцях світу. Цій же меті слугує і довготривала виставка під назвою «Культура і нерозривність: Єврейський шлях» (англ. Culture and Continuity: The Jewish Journey).
У 1960-ті роки Єврейський музей багато зробив для популяризації сучасного мистецтва, особливо в рамках виставки «Первинні структури» (англ. Primary Structures), яка була організована у 1966 році та відкрила шлях такій культурній течії, як мінімалізм. Приблизно в той же час тут проходять виставки найбільш значимих представників американського авангарду — Джаспера Джонса, Роберта Раушенберга, Філіппа Густона. У 70-ті роки музей бере орієнтацію на підтримку історичної єврейської культурної традиції, проводить виставки творів єврейських художників.

## Виставки
За останні 20 років Єврейський музей організував у своїх стінах декілька крупних виставок, які мали великий успіх, у тому числі:
- у 1985 — «Округ Монпарнас: Єврейські художники в Парижі», 1905—1945 (The Circle of Montparnasse: Jewish Artists in Paris, 1905—1945)
- у 1987 — «Справа Дрейфуса: Мистецтво, правда та правосуддя» (The Dreyfus Affair: Art, Truth, and Justice)
- у 1991 — «Місцевий живопис в Америці: Єврейські художники в Нью-Йорку», 1900—1945 (Painting a Place in America: Jewish Artists in New York, 1900—1945)
- у 1998 — «Експресіоніст в Парижі: Живопис Хайма Сутіна» (An Expressionist in Paris: The Paintings of Chaim Soutine)
- у 2001 — «Голоси, імідж, жести: Вибране з колекції Єврейського музею», 1945—2000 (Voice, Image, Gesture: Selections from The Jewish Museum's Collection, 1945—2000)
- у 2002 — «Нью-Йорк: Столиця фотографії» (New York: Capital of Photography)
- у 2004 — «Модільяні: Виникнення легенди» (Amedeo Modigliani, Beyond the Myth)
- у 2008 — «Екшн/Абстракція: Поллок, де Кунінг та американське мистецтво», 1940—1976

## Галерея

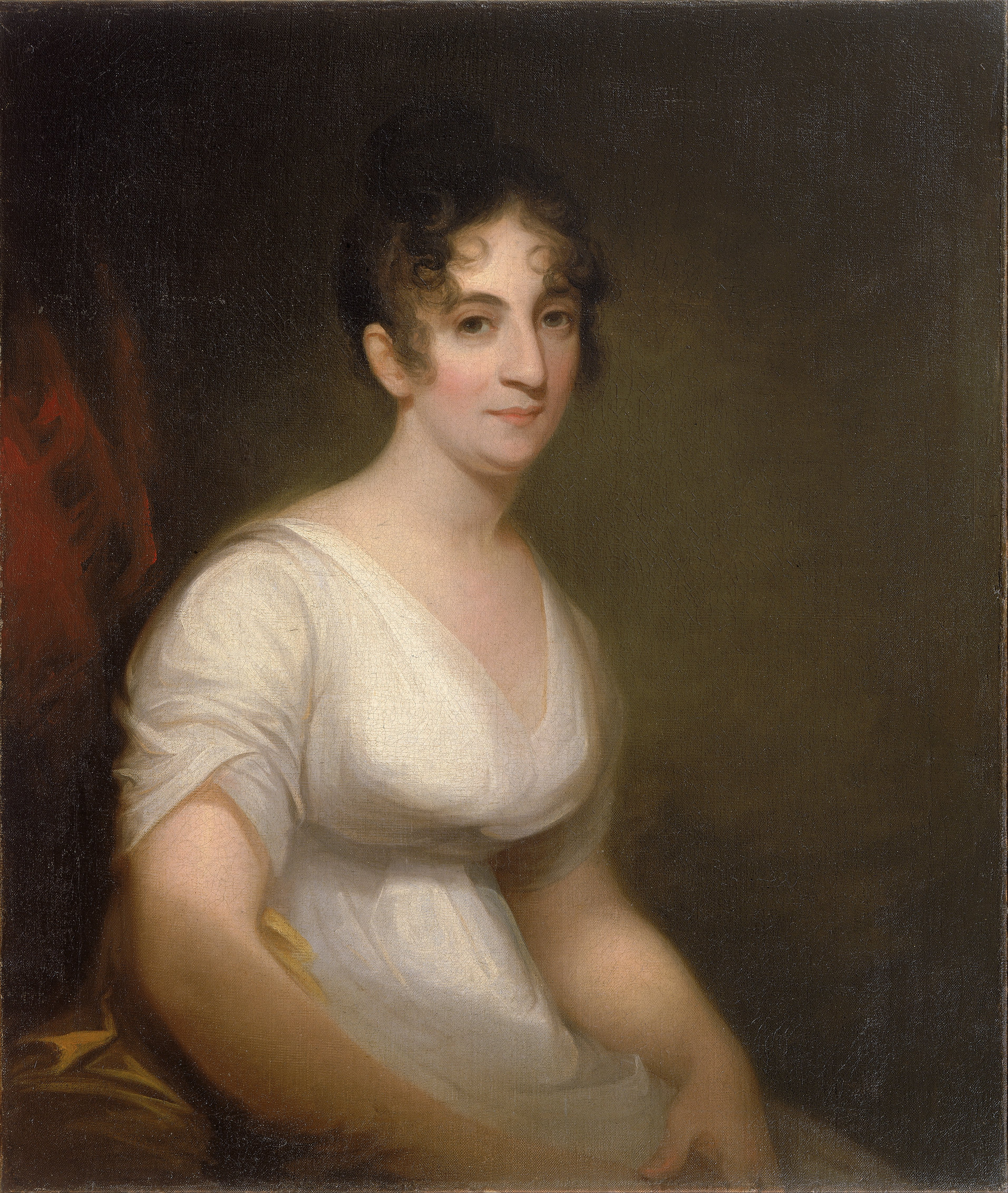
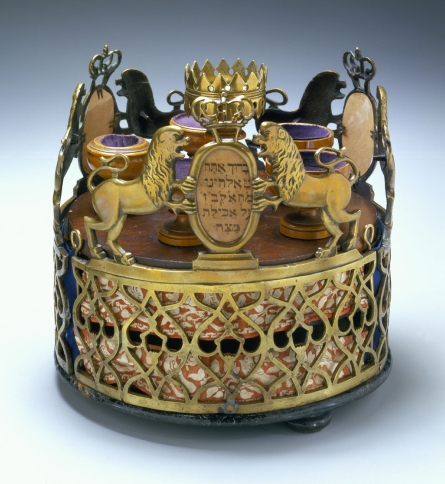
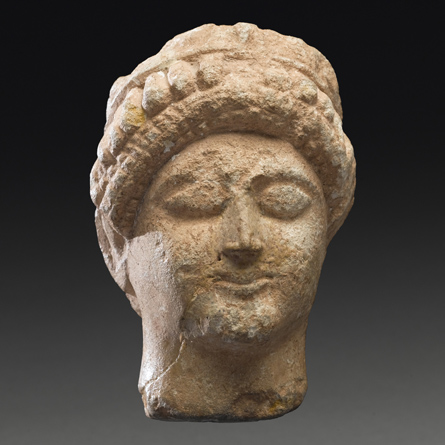
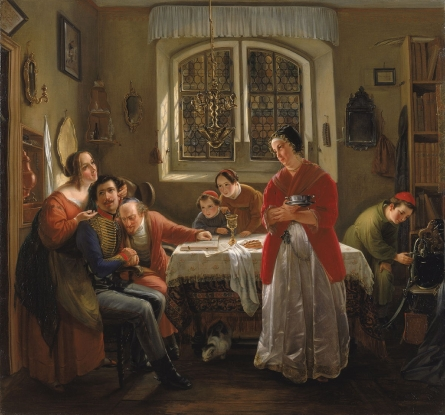
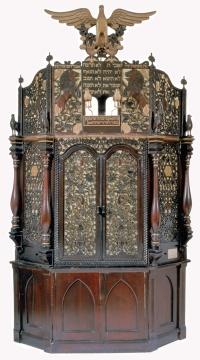
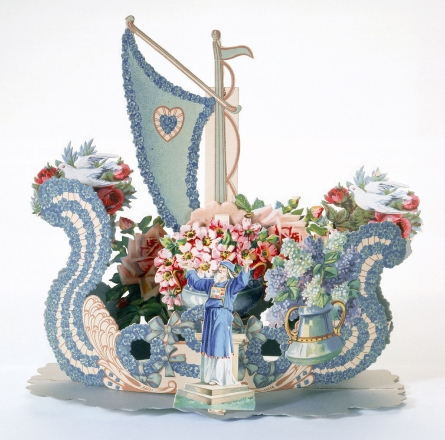
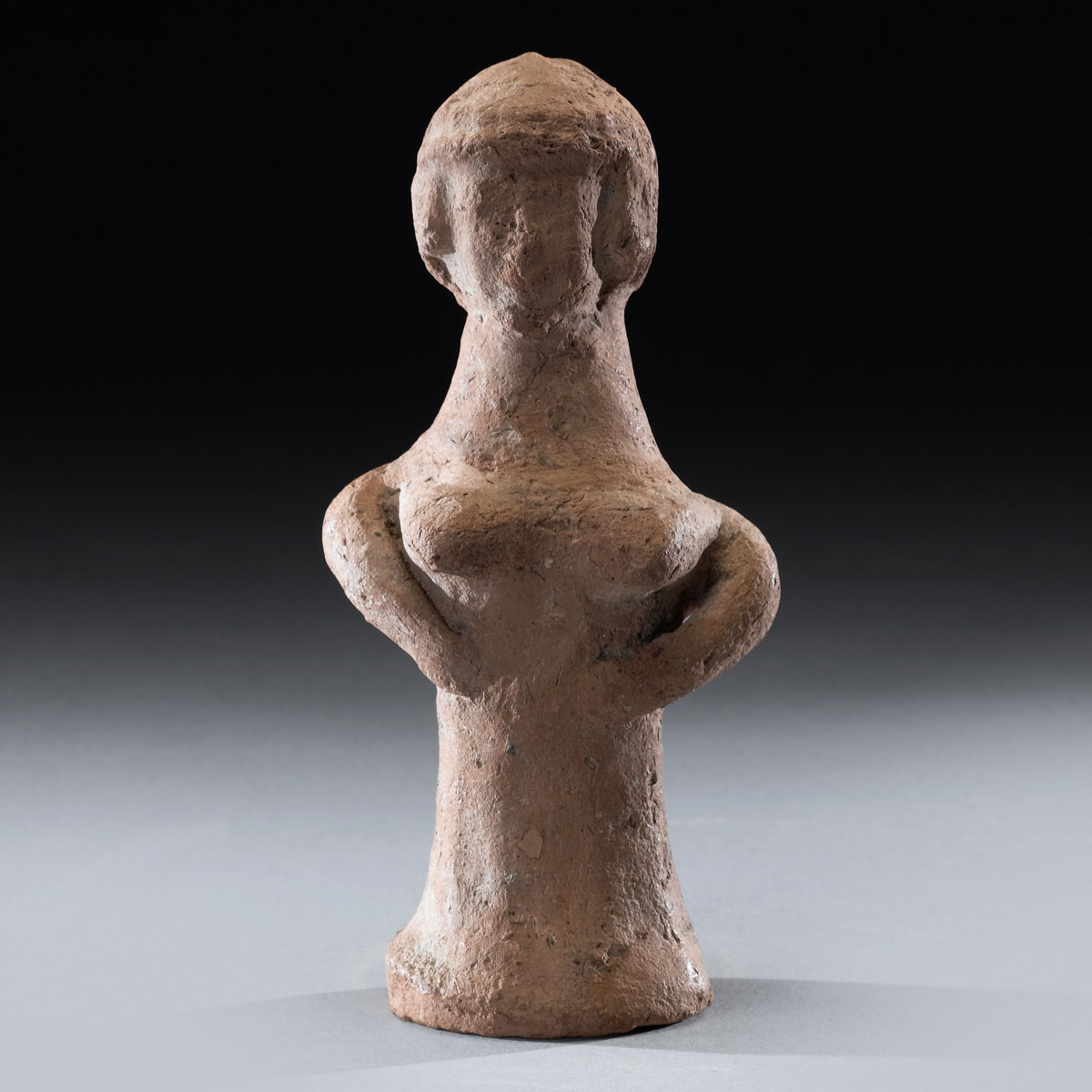
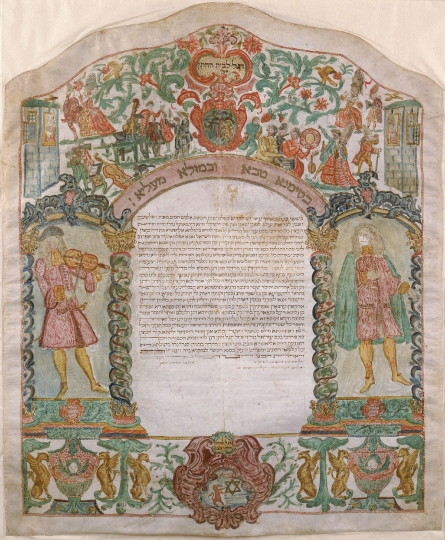

## Офіційний сайт
- Офіційний сайт [Архівовано 13 травня 2022 у Wayback Machine.]

1. ↑  https://www.charitynavigator.org/ein/136146854